# Galaxia
Galaxia je český komiks, který vycházel v letech 1984–1986 na zadní straně 29. a 30. ročníku časopisu ABC mladých techniků a přírodovědců, v každém po 24 dílech formátu A4. Scenáristou byl Václav Šorel, kreslířem František Kobík. Znovu vyšel zkráceně v publikaci ABC Speciál 1996 a knižně ve sborníku Velká kniha komiksů 1, BB Art 2001, ISBN 80-7257-658-5, kde byl obrázek z něj použit na obálku.

## Postavy
- Petr - pilot kosmické lodi Galaxia
- Jan - biolog kosmické lodi Galaxia
- Ma - dívka z klanu bojujícího o přežití na planetě ovládané obřími pavouky a vosami
- An - nejstarší z klanu lidí
- Ru - jeden z mužů klanu

## Děj
Kosmonauté Petr (1. pilot) a Jan (biolog) jediní přežijí v hibernaci poruchu kosmické lodi Galaxia, která je na cestě ke hvězdě Proxima Centauri. Než dostanou neovladatelnou loď pod kontrolu, proletí černou dírou. V soustavě, kde se ocitnou, naleznou planetu podobnou Zemi a na její orbitě opuštěnou vesmírnou laboratoř. Při průzkumu zjistí, že na zpustlé planetě dominují obří pavouci a vosy. Nejprve narazí na vosy na ostrově a poté i na kontinentě. Při pátrání po stopách inteligentní civilizace objeví opuštěné město, které je opředeno pavoučími sítěmi. Když přistanou, objeví několik zámotků. Jeden z nich odnesla obrovská vosa, ale z dalšího se jim podaří vysvobodit dívku jménem Ma (musí přitom odrazit útok pavouka). Nadměrnou velikost hmyzu a pavouků způsobila mutace po dávné katastrofě. Ma se vydala se svým bratrem Ro pro zbraně, ale společně byli lapeni „mongy“, jak nazývají pavouky. Petr s Janem se rozhodnou pomoci posledním přežívajícím lidem. Po boji se jim podaří dostat je do kosmického modulu a odletět do hor. Tady se údajně mohla v pevnosti udržet lidská populace, ale dvojice po příletu zjistí, že i ji obsadili „mongové“. Všude kolem jsou navíc hnízda „sangů“, obřích vos. Petr a Jan nabídnou lidem azyl na jejich kosmické lodi Galaxia. Padne návrh, že by mohli zůstat žít na kosmické laboratoři, ten je ale zamítnut. Lidé z hmyzí planety se přidají ke dvěma Pozemšťanům, aby jim pomohli nalézt cestu zpátky na Zemi. V kosmické laboratoři je zanechána zpráva pro příští návštěvníky, která je má varovat před vosami a pavouky.